# 暖暖 (大字)
暖暖，是基隆市暖暖區的主聚落及鄰近地區。

## 歷史
台灣清治末期至日治前期，暖暖地區為一街庄，稱為「暖暖街」，隸屬於石碇堡。該街北與石硬港庄為鄰，東與碇內庄、四腳亭庄、桀魚坑庄為鄰，南邊為什份藔庄、石底庄，西邊為姜仔藔庄、草濫庄，西北邊為八堵庄。
1901年（日治明治三十四年）11月，該庄隸屬於基隆廳，編入第二十區。1905年（明治三十八年）7月，第二十區改名「暖暖區」。1920年（大正九年），該庄改制為「暖暖」大字，隸屬於臺北州基隆郡七堵庄，大字下有「暖暖」、「東勢坑」、「西勢坑」、「外西勢」、「過溪」小字名。
戰後七堵庄改制為七堵鄉，隸屬於臺北縣，大字亦改制為村。1947年1月，七堵鄉劃歸基隆市，並改稱七堵區，村改制為里。1949年2月，暖暖、七堵分治，本地區歸屬暖暖區。

## 交通
台鐵宜蘭線經過暖暖地區，並設有暖暖車站。由此往東可前往宜蘭、羅東、花蓮、台東等地，往西可在八堵車站連接縱貫線以前往基隆、台北、桃園、新竹、苗栗及中南部各地。
省道台62線即東西向快速公路－萬里瑞濱線，在西鄰八堵地區設有暖暖交流道。省道台2丁線沿基隆河南岸橫向穿越本地區北部，往東可前往瑞芳，往西可前往八堵。省道台2丙線大致以西北—東南走向經過本地區，往西北可連接省道台2丁線，向東南可前往平溪、雙溪、貢寮等地。

## 學校
- 暖暖高中（部分）
- 暖暖國小
- 暖西國小
- 暖江國小

## 廟宇
- 暖暖安德宮（媽祖廟）
- 暖暖東興廟（主祀刺殺秦檜的施全）
- 暖暖雙生土地公廟（土地祠）